# 法涅斯

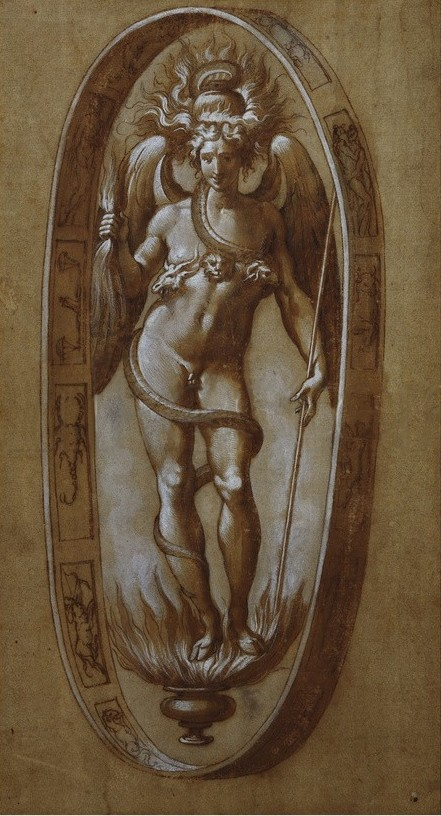
由弗朗西斯科·德·羅西（Francesco de' Rossi）在十六世紀所描繪的法涅斯聖畫。

法涅斯（Phanes，所有格Φάνητος，中文譯名上也有翻譯為：帕涅司、法那斯、法纳斯），亦名為原始神/普羅多格諾斯（Protogonos，古希臘語：Πρωτογόνος，英譯：“First-born”，英譯：primeval god；漢譯：“初生”。），乃為神祕古老的生育新生代之神，祂是由俄耳甫斯教傳入希臘神話中的神明，祂的別名在古典希臘時期的俄耳甫斯宗教觀中為厄利克帕奥（Ericapaeus，英譯：“power”，漢譯：“力量”。）、伊基帕洛斯（Erikepaios，古希臘文：Ἠρικεπαῖος；拉丁文：Ericepaeus），以及墨提斯（英譯：“thought”，漢譯：“思想”。）來代表。

## 神話事蹟
在這神話裡法涅斯往往是等同於厄洛斯與密特拉斯並且已被描述為一尊神明從宇宙蛋顯露，纏繞著一條蛇。祂擁有一個寬闊的頭盔、金色的翅膀。奧菲斯宇宙生成論是不可思議得，並且完全於荷馬與赫西俄德所提供的創世傳說不同。學者們認為奧菲斯教為“非希臘的”甚至是屬於“亞洲的”觀念，因為在於祂本身具有的二元論。
時間（Time），祂也被稱之為埃安（Aion，永恆），創造了宇宙的銀蛋，這個蛋向外迸發出的初生神祇，法涅斯。法涅斯乃為一尊二元一体（uroboric male-female）的仁慈與光明神祇，名字的意思是“帶來光明（to bring light）”或是“閃耀（to shine）”；最先出生的光明之神誕生自虛空或含水的深淵並且孕育了宇宙。
許多早期神話的思路主題在新的傳說中是顯而易見的。法涅斯由此被認為在玄鳥的形式和風之中孵化自柯羅諾斯（時間）以及阿南刻（必然性或命運）或倪克斯（夜晚）的世界蛋。祂的年長妻子倪克斯稱呼祂為普洛托革诺伊（先诞者，Πρωτογενοι＜Πρωτογενος＞，Prôtogenoi＜Prôtogenos＞／Protogenoi＜Protogenus＞）。當倪克斯創建夜間，法涅斯則創造了白晝。祂也創造出以融合塑造的方法。祂被任命為眾神的統治者並且遞轉了權杖給倪克斯。這個新的奧菲斯傳說陳述著倪克斯後來交付權杖給祂的兒子烏拉諾斯再遞轉到克洛諾斯然後再傳給宙斯，最終由宙斯保留了權杖。
依據阿里斯托芬所述，因此祂被稱為厄洛斯，祂是從倪克斯所創造的蛋出生得並且放置於厄瑞玻斯（Erebus）無垠的範圍中。之後祂與卡俄斯交媾並且創造了鳥類。這段話試圖在論證鳥類被認為是比其他所有生物的年齡大，甚至比其他眾神年齡更老。
這“原始神譜系（Protogonos Theogony）”是透過在德爾維尼莎草紙中的評註以及在恩培多克勒和品達的引用參考中也因此而眾所周知。
根據達馬希烏斯記載，法涅斯是第一尊神明“對於人類的耳多朵是可表现的並且可接受的（πρώτης ητόν τι ἐχούσης καὶ σύμμετρον πρὸς ἀνθρώπων ἀκοάς ）”。

## 在奧菲斯教之中
請注意：為了防止在翻譯過程之中原意流失，本章節涉及到有關文獻引用將采取古希臘原文、英譯、漢譯三種語文對照方式，期以客觀保留原文意義。

上一節提到關於法涅斯神明的記載之中，另外的在《俄耳甫斯讚美詩》中所陳述的是：
古希臘原文：ὄσσων ὃς σκοτόεσσαν ἀπημαύρωσας ὁμίχλην πάντη δινηθεὶς πτερύγων ῥιπαῖς κατὰ κόσμον λαμπρὸν ἄγων φάος ἁγνόν , ἀφ ' οὗ σε Φάνητα κικλήσκω.
英譯：You scattered the dark mist that lay before your eyes and, flapping your wings, you whirled about, and throughout this world you brought pure light. For this I call you Phanes.
漢譯：祢疏散了位在祢眼前的黑霧並且，揮舞祢的雙翼，祢轉過了身，以及在這個世界上的每一處祢帶來了純淨的光。為此我呼喚著祢法涅斯。

在德爾維尼紙莎草之中提到了法涅斯的記載為：
古希臘原文：
英譯：Of the First-born king, the reverend one; and upon him all the immortals grew, blessed gods and goddesses and rivers and lovely springs and everything else that had then been born; and he himself became the sole one.
漢譯：最初出生的君王，应受尊敬者；並且在祂身上所有不朽的神靈正生長著，受祝福的男神們與女神們以及江川河流還有旖旎的春天加上其他一切誕生了；並且祂的本身成為了唯一的一尊。

奧菲斯傳說的狄俄倪索斯與太古時代的原始神譜系是有密切相關的。在《奧菲斯讚美詩》第30行之中，他是給予一份也是提到關於原始神稱號的譜系：
古希臘原文：πρωτόγονον, διφυῆ, τρίγονον, Βακχεῖον ἄνακτα,ἄγριον, ἄρρητον, κρύφιον, δικέρωτα, δίμορφον.
英譯：Primeval, two-natured, thrice-born, Bacchic lord, savage, ineffable, secretive, two-horned, and two-shaped.
漢譯：太古原初時代，兩種截然不同的本性，三次出生，酒神君主，原始的，不可見的，秘密的，雙角的，以及雙形態的。

在奧菲斯傳說之中，狄俄倪索斯－原始神－法涅斯（Dionysus-Protogonos-Phanes）是一尊垂死以及復活的神明。優西比烏告訴了我們祂的死亡和重現的故事。提坦們在一個壺裡煮著狄俄倪索斯的肢體，祂們（提坦們）沾著唾液來燒烤著祂並且吃著這烤過的“祭祀用食物（sacrificial meat）”，然後雅典娜女神搶救了這個心臟（這心臟依然還是跳動著）由此（根據著奥林匹奥多罗斯〔Olympiodorus〕所記載）宙斯才能夠重新創造神祇並讓祂恢復生命。凱斯勒（Kessler）則認為這項狄俄倪索斯的死亡與復活崇拜是在西元四世紀所發展的；並且連同著密特拉教以及其他教派一起形成這項崇拜，在古典時代晚期與早期基督教有直接傳教上的彼此競逐的關係。

## 流行文化
中国遊戲《原神》中，提瓦特大陆和天空岛的最高统治者“天理”被稱为法涅斯。其创造了世间万物和人类以取代龙的统治。

## 外部連結
- Protogonus (Phanes) （页面存档备份，存于）
- Theoi Project: Phanes （页面存档备份，存于）
- Suda entry Archive.today的存檔，存档日期2012-12-28
- Phanes coins
- Primeval Deities: Protogonus (Phanes) - Timeless Myths （页面存档备份，存于）
- Phanes: Greek protogenos god of creation & life - Theoi Project （页面存档备份，存于）
- Phanes in the Suda On Line: Byzantine Lexicography Archive.today的存檔，存档日期2012-12-28
- Phanes coins minted in Ephesus 625- 600 B.C.